# باشگاه فوتبال اولیس
باشگاه فوتبال اولیس (به ارمنی: Ուլիս Ֆուտբոլային Ակումբ) یک باشگاه فوتبال در شهر ایروان در ارمنستان می‌باشد که در لیگ برتر ارمنستان بازی می‌کند. 
این باشگاه در سال ۲۰۰۰ تأسیس شده‌است.

## افتخارات
- لیگ برتر ارمنستان: ۱
- ۲۰۱۱